# Piezoelektrická vlákna
Piezoelektrická  keramická vlákna (PZT) jsou textilní útvary z oxidu olova, zirkonia a titanu (PbZrO3.PbTiO).

## Výroba vláken
Známá je technologie Viscose Spinning Process, podle které se vodní suspenze práškových oxidů ze základních látek (Pb, Zr, Ti) smíchá s viskózou a směs se protlačí do solného roztoku. Chemickou reakcí se zde regeneruje celulóza a solí dehydratuje vlákno, které se pak spéká (sintruje). Průměr vlákna je proměnný, pohybuje se mezi 13 a 250 mikrony. Vlákna se nechají také zpracovat do tvaru filamentu. Údaje o vyráběném množství se v současné době (2010) nezveřejňují.

## Vlastnosti vláken a jejich použití

Model aktuátoru s PZT vlákny

Piezoelektrický materiál vytváří při mechanickém namáhání elektrický náboj a v elektrickém poli mění rozměry. Těchto vlastností se využívá při výrobě tzv. “chytrých” kompozitů (smart composites). Jejich složení: 
Pás z piezoelektrických vláken s čtyřhranným průřezem je uložen v epoxidové pryskyřici, vnější vrstvy kompozitu tvoří polyimidový film s elektrodami. 
Tyto kompozity jsou známé 
- ze sportovního nářadí: Např. v rámu tenisové rakety se tvoří při namáhání elektrický náboj, ten se převádí do mikroprocesoru v rukojeti rakety a odtud do keramických vláken, která se pak s určitým zpožděním zdeformují. Tímto způsobem se tlumí vibrace rakety a umožňuje zvýšení úderu do tenisového míče. Na podobném principu účinkují PZT vlákna v lyžích a snowboardech.
- jako aktuátory: Používají se na křídlech vojenských letadel, kde mění podle potřeby tvary nosných ploch a u helikoptér pro ovlivnění hlučnosti rotoru [2]
- jako senzory k měření zatížení mohou např. ve vláknových kompozitech kontrolovat jejich stav a možná poškození